# Kukpowruk
La rivière Kukpowruk est un cours d'eau d'Alaska, aux États-Unis situé dans le borough de North Slope.

## Description
Longue de 160 milles (257 km), elle prend sa source dans les montagnes De Long, et coule en direction du nord jusqu'à la lagune Kasegaluk à 9 milles (14 km) à l'est de Point Lay, dans la plaine arctique.
Son nom eskimo a été référencé pour la première fois en 1890.

## Sources
- (en) « Kukpowruk », Geographic Names Information System